# (19354) Fredkoehler
(19354) Fredkoehler est un astéroïde de la ceinture principale.

## Description
(19354) Fredkoehler est un astéroïde de la ceinture principale. Il fut découvert le 31 mars 1997 à Socorro (Nouveau-Mexique) par le projet LINEAR. Il présente une orbite caractérisée par un demi-grand axe de 3,08 UA, une excentricité de 0,21 et une inclinaison de 11,4° par rapport à l'écliptique.

## Compléments